# Amelora delogramma
Amelora delogramma är en fjärilsart som beskrevs av Oswald Beltram Lower 1903. Amelora delogramma ingår i släktet Amelora och familjen mätare. Inga underarter finns listade i Catalogue of Life.